# Woronikówka (szczyt)
Woronikówka (836 m n.p.m.) – szczyt w Bieszczadach Zachodnich, w Paśmie Łopiennika i Durnej.
Znajduje się w grzbiecie odbiegającym na zachód ze szczytu 912 m n.p.m. położonego na północ od Durnej. Cechuje się bardzo stromymi stokami opadającymi do dolin potoków opływających górę od północy i południa oraz doliny Jabłonki na zachodzie, dzięki którym sylwetka Waltera ma charakterystyczny kształt. Zbocza są zalesione, na północnym stoku jest usytuowany rezerwat przyrody Woronikówka chroniący naturalne stanowisko cisa pospolitego.
Pierwotnie szczyt nosił nazwę Woronikówka. 20 lat po śmierci gen. Karol Świerczewskiego ps. „Walter” (28 marca 1947 roku w leżących nieopodal Jabłonkach), 14 lutego 1968, władze przemianowały szczyt górski na Walter. Na wierzchołku została umieszczona tablica pamiątkowa.

## Szlak turystyczny
Jabłonki – Walter – Berdo (890 m n.p.m.)